# Thorea
Thorea – rodzaj krasnorostu z rodziny Thoreaceae.
Rodzaj został po raz pierwszy opisał Jean Baptiste Bory de Saint-Vincent w 1808.

## Morfologia
Krasnorosty te osiągają od 20 do 200 cm długości oraz od 0,5 do 3 mm średnicy i mają plechy koloru od oliwkowozielonego, przez ciemnobrązowy do czarnego. Chloroplasty we włóknach asymilacyjnych przypominają wstążkę. Monosporangia występują pojedynczo lub w gronach. Rozmnażanie płciowe zostało zarejestrowane u kilku gatunków.

## Systematyka
Wykaz gatunków:

- Thorea bachmannii C. Pujals ex R.G. Sheath, M.L. Vis & K.M. Cole
- Thorea brodensis Klas, 1936
- Thorea clavata Seto & Ratansabapathy, 1981
- Thorea conturba Entwisle & Foard, 1999
- Thorea flagelliformis Zanardini
- Thorea gaudichaudii C. Agardh, 1824
- Thorea hispida (Thore) Desvaux, 1818
- Thorea kokosinga-pueschelii E.T.Johnston & M.L.Vis
- Thorea mauitukitukii E.T. Johnston, K.R. Dixon, J.A.West & M.L.Vis
- Thorea okadae Yamada, 1949
- Thorea okaidai Yamada
- Thorea prowsei Ratnasabapathy & Seto, 1981
- Thorea quisqueyana E.T.Johnston & M.L.Vis
- Thorea riekei Bischoff, 1965
- Thorea siamensis S.Kumano & Traichaiyaporn
- Thorea violacea Bory de Saint-Vincent, 1808
- Thorea zollingeri F. Schmitz, 1892